# المهنا بن جيفر
المهنا بن جيفر بويع بالإمامة سنة 840م الموافق 226هـ، استمرت إمامته عشرة سنوات وتسعة أشهر، وقد بويع بالإمامة بعد الإمام عبد الملك بن حميد، وفي عصره تم تقوية الجيش البري إلى 10000 جندي في نزوى، كما تم توسيع الأسطول البحري بحيث بلغ 300 سفينة عسكرية، وفي عهده حدثت بعض الحوادث الحربية حيث اصطدم مع بعض الفئات التي منعت الزكاة، وقضى على بعض الثورات، توفي في عام 851م الموافق 237هـ.